# Schistidium readeri
Schistidium readeri là một loài Rêu trong họ Grimmiaceae. Loài này được (Broth.) Ochyra & J. Muñoz mô tả khoa học đầu tiên năm 2000.